# Misiaczek (skała)
Misiaczek – skała na Wyżynie Krakowsko-Częstochowskiej. Znajduje się w górnej części lewych zboczy Doliny Będkowskiej, w granicach wsi Bębło w województwie małopolskim, w powiecie krakowskim, w gminie Wielka Wieś.
Zbudowany z wapieni Misiaczek znajduje się na otwartym terenie. Jest to niewielka baszta skalna o wysokości 8–10 m, znajdująca się po południowej stronie Zaklętego Muru (Muru Skwirczyńskiego). Ma pionowe lub połogie skały z okapem. Przez wspinaczy skalnych opisywany jest w Grupie Wielkiej Turni. Wspinacze poprowadzili na Misiaczku 3 drogi wspinaczkowe o trudności od III+ do V+ w skali trudności Kurtyki. Jedna z nich ma zamontowane stałe punkty asekuracyjne: ringi (r) i stanowiska zjazdowe (st).

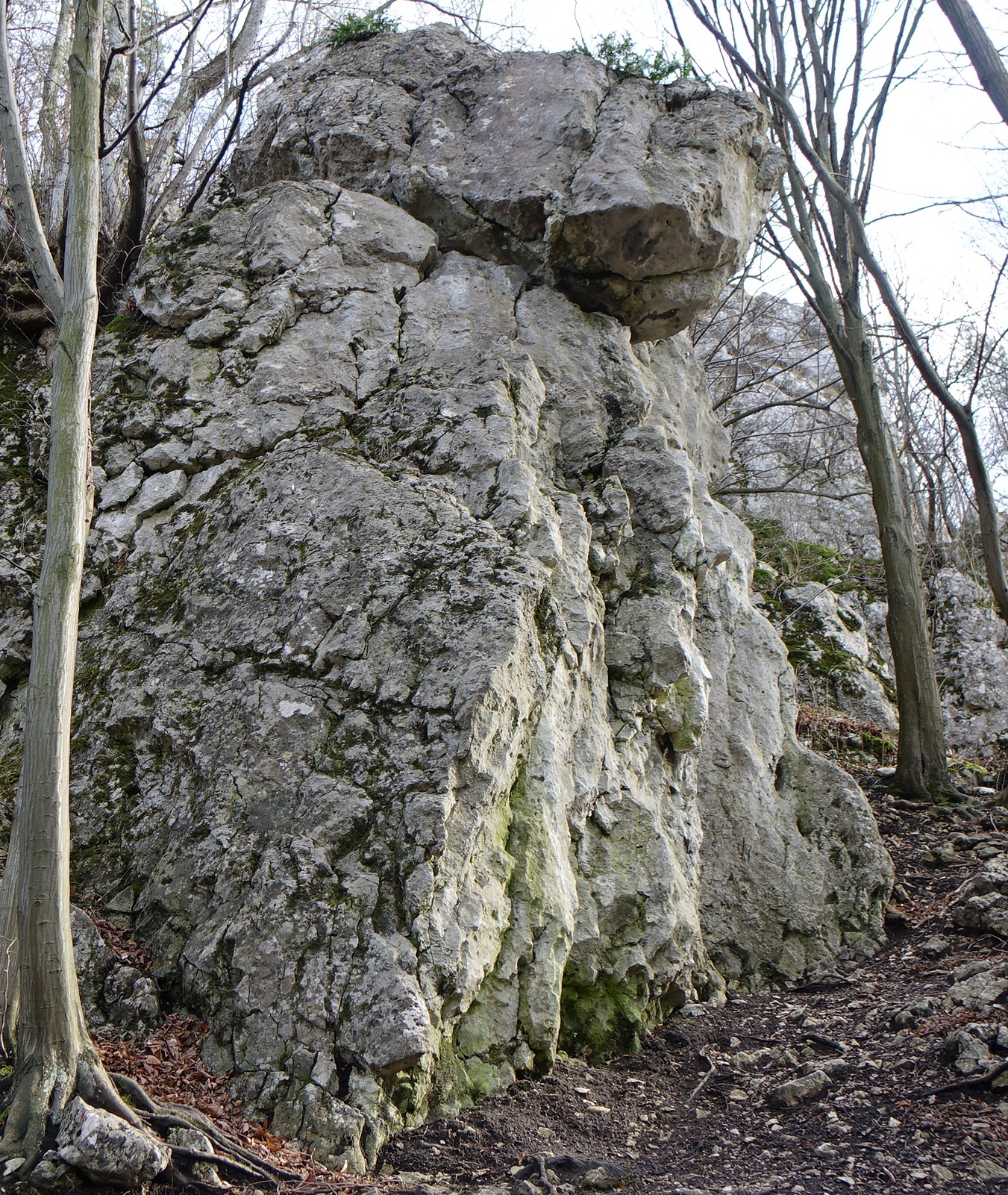
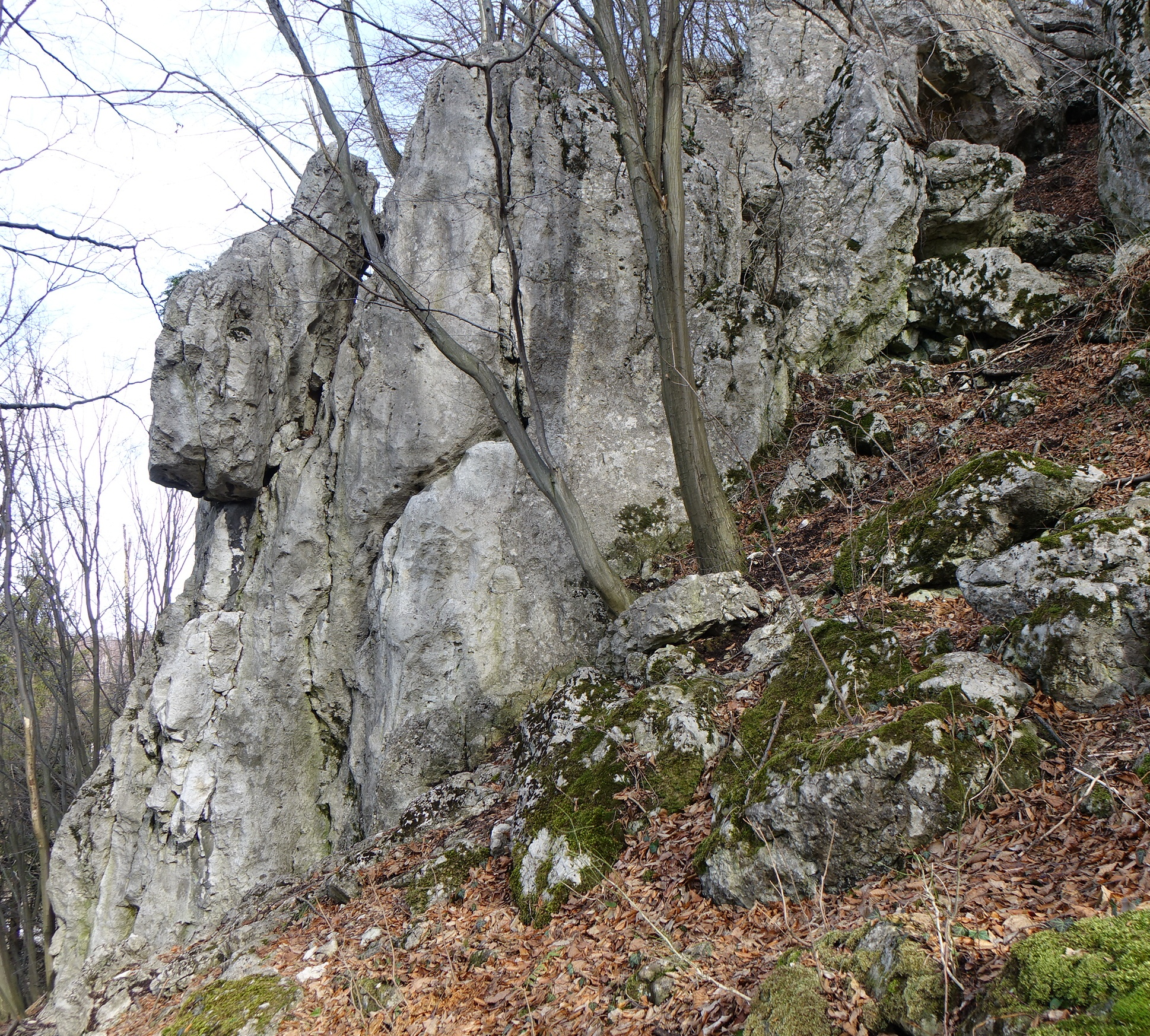
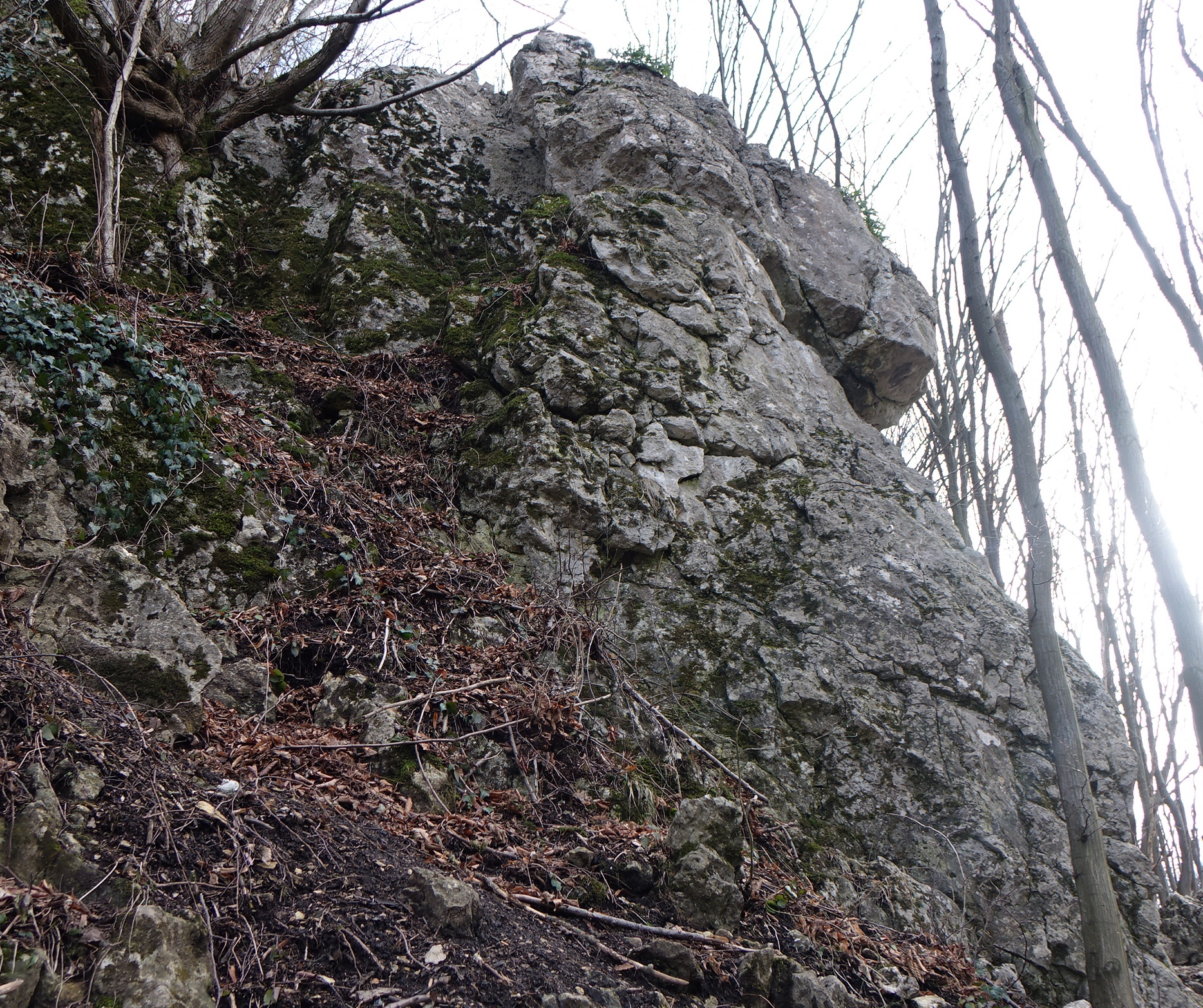

1. Trzeci Miś; III+, 3r + st, 8 m
2. Lewy Miś; IV
3. Prawy Miś; V, 2r + st[1].